# Hurricanes (série télévisée d'animation)
 (août 2020).
La mise en forme du texte ne suit pas les recommandations de Wikipédia : il faut le « wikifier ».
Les points d'amélioration suivants sont les cas les plus fréquents. Le détail des points à revoir est peut-être précisé sur la page de discussion.
- Les titres sont pré-formatés par le logiciel. Ils ne sont ni en capitales, ni en gras.
- Le texte ne doit pas être écrit en capitales (les noms de famille non plus), ni en gras, ni en italique, ni en « petit »…
- Le gras n'est utilisé que pour surligner le titre de l'article dans l'introduction, une seule fois.
- L'italique est rarement utilisé : mots en langue étrangère, titres d'œuvres, noms de bateaux, etc.
- Les citations ne sont pas en italique mais en corps de texte normal. Elles sont entourées par des guillemets français : « et ».
- Les listes à puces sont à éviter, des paragraphes rédigés étant largement préférés. Les tableaux sont à réserver à la présentation de données structurées (résultats, etc.).
- Les appels de note de bas de page (petits chiffres en exposant, introduits par l'outil «  Source ») sont à placer entre la fin de phrase et le point final[comme ça].
- Les liens internes (vers d'autres articles de Wikipédia) sont à choisir avec parcimonie. Créez des liens vers des articles approfondissant le sujet. Les termes génériques sans rapport avec le sujet sont à éviter, ainsi que les répétitions de liens vers un même terme.
- Les liens externes sont à placer uniquement dans une section « Liens externes », à la fin de l'article. Ces liens sont à choisir avec parcimonie suivant les règles définies. Si un lien sert de source à l'article, son insertion dans le texte est à faire par les notes de bas de page.
- La présentation des références doit suivre les conventions bibliographiques. Il est recommandé d'utiliser les modèles {{Ouvrage}}, {{Chapitre}}, {{Article}}, {{Lien web}} et/ou {{Bibliographie}}. Le mode d'édition visuel peut mettre en forme automatiquement les références.
- Insérer une infobox (cadre d'informations à droite) n'est pas obligatoire pour parachever la mise en page.

Pour une aide détaillée, merci de consulter Aide:Wikification.
Si vous pensez que ces points ont été résolus, vous pouvez retirer ce bandeau et améliorer la mise en forme d'un autre article.
Pour les articles homonymes, voir Hurricane.
Hurricanes ou Les Hurricanes est une série télévisée d'animation britannique-canadienne-américaine produite par DiC Entertainment LP, Scottish Television Enterprises et Siriol Productions. La série a été diffusée pour la première fois en 1993 et s'est terminée en 1997. Elle est diffusée sur M6 dans l'émission M6 Kid en 1994 et sur Télétoon en 2000.

## Synopsis
Amanda a hérité de l'équipe de football de son père, les Hurricanes, et voyage avec eux et l'entraîneur Kilt Stone à travers le monde. Ils enchaînent match amicaux et tournois, et finissent le plus souvent par être opposés à leur rivaux, l'équipe des Gorgons.
Cette équipe fabuleuse des Hurricanes parcourt le monde des jungles profondes d'Afrique du sud aux villes surpeuplées de Moscou ou de Londres. Les Hurricanes affrontent des adversaires de tout acabit, des Égyptiens aux Transylvaniens en passant par les wallabies australiens. Pour chaque match joué, il y a une aventure parallèle.
Pour se sortir des nombreux obstacles, ils utiliseront l'esprit du beau jeu. Ils peuvent également compter sur leur mascotte canine.

## Distribution
| Thierry Mercier  | Kilt Stone |
| Annie Milon      | Amanda     |
| Patrice Baudrier |            |
| Marc Bretonnière |            |
| Danièle Hazan    |            |

## Épisodes
| 01. Brouille de famille 02. L'impasse 03. Toro 04. Coup franc indirect 05. Monnaie de singe 06. Le grand match 07. Autour du monde 08. Match à domicile 09. Le triangle des Bermudes 10. Hot-dog 11. Rencontre à Rio 12. Grand prix 13. Le supporter fantôme 14. Une rencontre princière 15. Une chaussure du tonnerre 16. Topper joue les dactylos 17. Équipe techno 18. Rapt à Moscou 19. Kilt Stone est irremplaçable 20. Safari football 21. Échec et mat 22. La queue du serpent 23. Le traître 24. Le prix de la liberté 25. Reggae en prison 26. L'esprit d'équipe 27. Terreur en Transylvanie 28. Que d'eau, que d'eau 29. Le voyage dans l'espace 30. Au temps des dinosaures 31. Problème de famille 32. Vacances au Canada 33. La boule infernale 34. Les serpents du Nil 35. L'oeil volant 36. Voyage dans le temps 37. Les hooligans 38. L'héritage de Lord Napper 39. Sabotage | 40. La grotte de fingal 41. Le kid d'Inverfinnan 42. Le relégateur 43. Le sosie 44. Des diamants sous les pieds 45. L'ami d'enfance 46. Peur à l'opéra 47. Le fléau de la pègre 48. Le show télévisé 49. Le matador masqué 50. Le diamant de Koh I Noor 51. Exposition sud 52. La cible 53. La jungle 54. La malédiction des Gorgons 55. Le taureau et le loup 56. Le chantage à l'arbitre 57. La muraille de Chine 58. Le tir au but 59. Le sauvetage 60. Le fantôme de Marie 61. Le mystère de l'oasis disparue 62. L'homme de l'espace 63. La fille de la vallée 64. Le ballon du destin 65. Hispaniola |

## Personnages

### Les Hurricanes Hispaniola
- Amanda Carey : La capitaine des Hurricanes, âgée de 16 ans, hérite du poste après la disparition de son père. Carey est impliquée dans la gestion de son équipe de football plutôt que d'embaucher un autre manager ou de vendre l'équipe. Contrairement à Stavros Garkos, Carey respecte toujours l'intégrité du jeu et croit au fair-play.
- Jock Stone : Le sage entraîneur-chef écossais des Hurricanes, basé notamment sur le manager du Celtic FC Jock Stein. Sa principale priorité est le football, et il est si strict qu'il a tendance à être contrarié lorsque l'équipe est en retard ou abandonne son entraînement.
- Cal Casey : Capitaine de l'équipe des Hurricanes des États-Unis. Si l'équipe fait face à un problème en dehors du football ou si les Gorgones ne font rien de bien, Cal est généralement là pour aider à régler les choses.
- Plato Quiñones: Un Brésilien naïf qui croit aux superstitions comme les vampires et qui a apparemment un cœur pour les animaux. Il est souvent vu pieds nus, et joue de cette façon (ce qui n'est pas autorisé dans les compétitions professionnelles dans la vraie vie).
- Napper Thompson: Un Anglais qui aime la poésie et les histoires de science-fiction. Il a tendance à se retrouver dans des situations plus étranges que les autres. Napper est généralement vu traîner avec Cal.
- Helmut et Jorg Beethoven: Les jumeaux allemands qui, en dépit d' être confiants dans leurs capacités que de l'équipe de grévistes, souvent rivalité entre eux. Helmut est plus mince, plus grand et insiste pour être le conducteur du bus de l'équipe. Jorg est plus court, plus musclé et porte un bandeau distinctif.
- Hiro: le milieu de terrain droit de l'équipe originaire du Japon. Le plus petit de tous les membres de l'équipe, il est connu pour son agilité. Il est également très intelligent, et il est mécaniquement enclin à créer une caméra volante et un «robot informatique» de haute technologie appelé MATT.
- Dino Allegro: Le gardien italien de l'équipe. Dino a une photo de son frère, qu'il garde dans son sac comme porte-bonheur à regarder avant chaque match. Quand Garkos a découvert cela, il a fait voler Rebo, écrasant sa confiance. Il a fallu la visite de son frère pour se remettre dans le match. Il a également peur de l'espace et de voler dans une navette spatiale.
- Oliver "Rude" Marley: Un joueur de football jamaïcain connu pour son attitude impolie, d'où son surnom. Il était viré du lycée, jusqu'à un épisode où il obtient son diplôme d'études secondaires après les encouragements de Napper, qui n'a pas non plus terminé ses études.
- Georgie Wright: Un footballeur anglais qui appelle toujours le tirage au sort au début du match. Il ne sait pas nager et a peur des grandes étendues d'eau à cause de cela.
- Papillon: Le talentueux attaquant français de l'équipe avec un nom en un mot semblable à Pelé. Il a un œil pour les dames et possède une personnalité suave dans l'ensemble. Il aime aussi conduire des voitures rapides et courir.
- Toro Contrais: Un défenseur central espagnol volumineux qui est un peu trop confiant sur le terrain. Dans "Toro", il se révèle avoir peur des chats. Lorsque Jock l'a temporairement suspendu, Toro est devenu un lutteur professionnel.
- Andy Stone: Fils de Jock Stone, Andy est le médecin de l'équipe. Il a créé une compresse froide révolutionnaire qu'il a utilisée dans un match contre les Zèbres.

## Jeux vidéo
En 1994, trois jeux basés sur la licence Hurricanes ont été publiés : un pour le Sega Mega Drive, un pour le Sega Game Gear et un pour le Super Nintendo Entertainment System. Les ports Sega ont été exclusivement publiés en Europe, tandis que la version SNES était la seule version à avoir une version nord-américaine. Toutes les versions du jeu ont été publiées par US Gold. Le développement des versions Sega a été géré par Arc Developments, tandis que la version SNES a été développée par Probe Entertainment. Bien que le dessin animé tournant autour du football, les trois jeux sont des jeux d'action dans lesquels le joueur utilise des ballons de football pour vaincre ses ennemis, comme Soccer Kid. Bien que les versions de Sega soient développées par la même société, elles diffèrent par leur gameplay. Dans la version Game Gear, le but est de collecter un certain nombre d'objets éparpillés sur chaque étape avant de se diriger vers la sortie, alors que dans la version Mega Drive, le but est simplement de le faire du début à la fin de l'étape.